# Facteur d'échelle
En cosmologie, le facteur d'échelle mesure la façon dont la distance entre deux objets, en pratique prise entre deux objets célestes distants, varie avec le temps du fait de l'expansion de l'Univers. Le concept est utilisé quand on considère un modèle cosmologique satisfaisant au principe cosmologique c’est-à-dire homogène et isotrope.  

## Description
Plus précisément si on appelle {\displaystyle a(t)} ce facteur d'échelle (où t correspond au temps cosmique, c'est-à-dire au temps ordinaire, appelé temps propre, mesuré par un observateur suivant le mouvement général d'expansion) et qu'à un instant {\displaystyle t_{0}} la distance physique entre deux objets (dont les coordonnées comobiles sont supposées fixes) est {\displaystyle L_{0}}, alors à tout autre instant {\displaystyle t} la distance physique entre ces deux mêmes objets sera donnée par 
{\displaystyle L(t)={\frac {a(t)}{a(t_{0})}}L_{0}}.
Dans un tel modèle cosmologique, la variation temporelle du facteur d'échelle est essentiellement déterminée par les propriétés des différentes formes d'énergie qui emplissent l'univers, par l'intermédiaire des équations d'Einstein (ou leur forme adaptée au problème, en général les équations de Friedmann). La quantité mesurable observationnellement n'est pas le facteur d'échelle en lui-même, mais son taux de variation, qui dans ce contexte s'appelle la constante de Hubble. Cette dernière n'est en général pas constante au cours du temps même si ses variations sont lentes à l'échelle humaine. En la notant H, la relation avec le facteur d'échelle s'écrit :
{\displaystyle H={\frac {1}{a}}{\frac {{\rm {d}}a}{{\rm {d}}t}}}.
La normalisation du facteur d'échelle est arbitraire. Elle est déterminée par une longueur de référence donnée. On peut par exemple normaliser le facteur d'échelle en imposant qu'il ait la valeur 1 aujourd'hui.

## Exemples
Le modèle cosmologique type faisant apparaître le facteur d'échelle est le modèle dit de Friedmann-Lemaître-Robertson-Walker (FLRW). Dans le cas le plus simple, avec une courbure spatiale nulle, la métrique (physique) de l'espace-temps s'écrit
{\displaystyle {\rm {d}}s^{2}=c^{2}{\rm {d}}t^{2}-a(t)^{2}({\rm {d}}x^{2}+{\rm {d}}y^{2}+{\rm {d}}z^{2})\,},
où {\displaystyle x,y,z} sont les coordonnées comobiles. {\displaystyle t} représente bien le temps propre mesuré par un observateur dont les coordonnées comobiles sont fixes et le facteur d'échelle est bien la quantité permettant de passer de la distance comobile à la distance physique.
Dans le cas général où l'espace peut être courbe, la métrique s'écrit, dans un système de coordonnées donné :
{\displaystyle {\rm {d}}s^{2}=c^{2}{\rm {d}}t^{2}-a(t)^{2}\gamma _{ij}{\rm {d}}x^{i}{\rm {d}}x^{j}\,},
où {\displaystyle \gamma _{ij}} exprime la courbure spatiale locale de l'espace.
En pratique, les objets célestes sont soumis à l'attraction gravitationnelle des autres objets environnants et ne sont pas strictement immobiles par rapport à ceux-ci. Leurs coordonnées comobiles ne sont alors pas fixes. Néanmoins, si ces derniers sont suffisamment éloignés l'un de l'autre on peut négliger ces mouvements propres, qui excèdent rarement le millier de kilomètres par seconde. Le facteur d'échelle peut donc représenter la variation de distance entre deux objets suffisamment éloignés pour que leur vitesse par rapport au référentiel du fond diffus cosmologique soit négligeable devant leur vitesse d'éloignement via la loi de Hubble-Lemaître. L'ordre de grandeur de la constante de Hubble étant la centaine de kilomètres par seconde et par mégaparsec, le facteur d'échelle décrit la variation relative de distance entre deux objets aujourd'hui séparés de quelques centaines de mégaparsecs ou plus.
Dans le cadre du modèle ΛCDM, le facteur d'échelle est donné par, :
{\displaystyle a(t)=\left({\frac {\Omega _{0}^{m}}{\Omega _{0}^{\Lambda }}}\right)^{1/3}\operatorname {sinh} ^{2/3}\left({\frac {3}{2}}{\sqrt {\Omega _{0}^{\Lambda }}}H_{0}t\right)},
où :
- {\displaystyle H_{0}} est la constante de Hubble[3] ;
- {\displaystyle \Omega _{0}^{m}} et {\displaystyle \Omega _{0}^{\Lambda }} sont deux paramètres de densité[3] reliés par[3] {\displaystyle \Omega _{0}^{m}=1-\Omega _{0}^{\Lambda }} ;
- {\displaystyle \operatorname {sinh} } est le sinus hyperbolique.